# Collège national d'Irlande
Ne doit pas être confondu avec National University of Ireland.
Le Collège national d'Irlande, en anglais National College of Ireland (NCI, NCIrl), Coláiste Náisiúnta na hÉireann (CNÉ) en irlandais, est un établissement d'enseignement supérieur à but non lucratif et financé par l'État situé à Dublin. Il a été fondé en 1951 en tant que coentreprise entre les jésuites d'Irlande et les syndicats irlandais, et s'appelait à l'origine le Catholic Workers College de Dublin. Il s'agit désormais d'un établissement d'enseignement supérieur indépendant, proposant des cours à temps plein et à temps partiel, du premier cycle au troisième cycle, dans les domaines du commerce, de l'informatique, de la psychologie et de l'éducation.
Les cours sont dispensés à la fois depuis le campus situé dans l'IFSC à Dublin et en ligne. Les installations disponibles sur le campus comprennent une bibliothèque, une salle de sport, un restaurant, une salle de loisirs et l'Union des étudiants. En octobre 2023, le NCI étendu son campus de l'aile ouest, bloc R, de Spencer Dock.

## Histoire

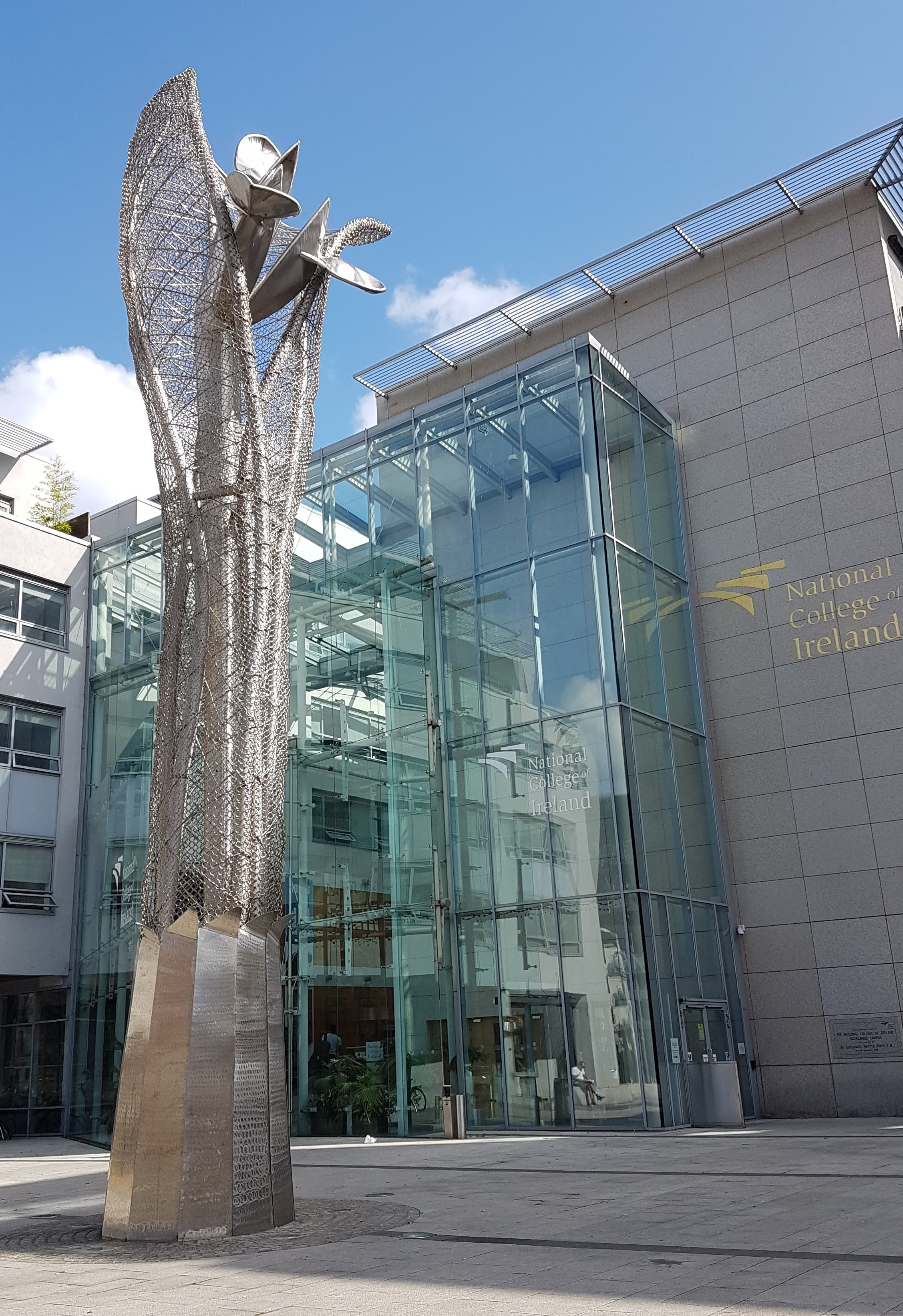
Bâtiment du campus du National College of Ireland à Dublin

En 1951, le National College of Ireland a été fondé sous le nom de Catholic Workers College de Dublin à Sandford Lodge, Ranelagh par le Père Edward Coyne SJ, en association avec des syndicalistes tels que Walter Beirne. Les enseignants du collège au cours de ses premières années comprenaient le professeur Thomas A. Finlay SJ et le révérend Edmund Kent SJ, entre autres.
Les conférences étaient animées par une poignée de jésuites dévoués deux soirs par semaine, avec 103 étudiants inscrits en première année. En dix ans, le nombre d’étudiants a considérablement augmenté. Les liens avec les syndicats se sont approfondis, tout comme les collaborations formelles avec les groupes patronaux.
En 1966, près de 1 300 étudiants issus de milieux syndicaux et de gestion d'entreprise étudiaient dans l'établissement rebaptisé National College of Industrial Relations (NCIR).
En 1974-75, le NCIR a organisé des cours de jour de courte durée pour les chômeurs.
En 1976, le collège a été reconnu par le National Council for Educational Awards (NCEA), le précurseur de l'HETAC.
L'institution a été rebaptisée National College of Ireland (NCI) en 1998. Alors que le NCI continuait de croître, les terrains et les bâtiments de Sandford Road furent transférés par les jésuites au conseil d'administration du NCI. Les cours de certificat supérieur, de licence, de diplôme supérieur et de master du collège sont accrédités par le Quality and Qualifications Ireland (QQI) du gouvernement irlandais.
En 2000, NCI a déménagé dans son campus sur Mayor Street dans les Docklands de Dublin.
En 2009 et 2010, le collège a organisé une série de débats gratuits appelés Insight Debate Series, organisés en partenariat avec The Irish Times et la station de radio Newstalk 106-108 FM. La série Legends in your Lunchtime du collège a vu des personnalités publiques telles que Ben Dunne, Willie Walsh et Giovanni Trapattoni interviewées en direct par un présentateur de Newstalk. En 2012, le président du Collège, Denis O'Brien, et Jeffrey Ullman, professeur émérite à Stanford et lauréat du prix ACM AM Turing 2020, ont ouvert le Cloud Competency Centre du NCI. Le NCI a adhéré en 2021 à la Charte européenne Erasmus de l’enseignement supérieur (ECHE).
En 2023, le NCI a nommé Brendan McGinty président du Conseil d'administration du collège.
Fin 2022, il a été annoncé que le collège avait acheté un nouveau bâtiment à proximité de Spencer Dock pour agrandir le campus existant. Des travaux de construction ont été réalisés pour transformer le bâtiment en un espace éducatif avec un certain nombre de salles de classe ajoutées ainsi qu'une bibliothèque agrandie sur deux étages, de nombreux espaces d'étude en groupe et individuels, un restaurant et des bureaux pour l'Initiative d'apprentissage précoce. Le bâtiment a ouvert aux étudiants et au personnel en octobre 2023.

## Facultés
Le collège compte un certain nombre de facultés responsables de la prestation des cours :

### École de commerce
La School of Business du NCI accueille plus de 2 500 étudiants qui suivent des programmes de premier cycle et de troisième cycle. L’approche pédagogique consiste à combiner une variété d’activités en classe, en groupe et expérientielles pour améliorer l’expérience d’apprentissage des étudiants.
Le Dr Colette Darcy est doyenne de la School of Business du National College of Ireland.

### École d'informatique
L'École d'informatique du NCI s'est considérablement développée au cours des dernières années, réagissant rapidement aux besoins changeants et aux développements du secteur des TIC. Le  conseil consultatif international de la NCI School of Computing est composé de :
- Prof. Jeffrey D. Ullman, professeur d'informatique Stanford W. Ascherman, université Stanford (président du conseil d'administration)
- Michael Franklin, président de la famille Liew en informatique, conseiller principal du prévôt pour l'informatique et la science des données, codirecteur du corps professoral du Data Science Institute, à l'université de Chicago
- Professeur Armando Fox, professeur d'informatique et conseiller pédagogique pour la stratégie d'apprentissage numérique à l'UC Berkeley
- Professeur John E. Hopcroft, NCI Fellow et professeur IBM d'ingénierie et de mathématiques appliquées en informatique à l'université Cornell

Le Dr Paul Stynes est le doyen de l'École d'informatique du NCI.

### Centre pour l'éducation et l'apprentissage tout au long de la vie
Le Centre pour l'éducation et l'apprentissage tout au long de la vie propose des programmes d'éducation et d'accueil de la petite enfance, de formation continue et de développement professionnel des enseignants.
Le Dr Leo Casey est directeur du Centre pour l'éducation et l'apprentissage tout au long de la vie du NCI.

## Présidents
- Le P. Edward Coyne SJ (1951-1954)
- Le P. Edmond Kent SJ (1954-1968)
- Le P. Kevin Quinn SJ (1968-1972)
- Le P. John Brady SJ (1972-1981)
- Le P. William Toner SJ (1981-1983)
- Le P. Tom Morrissey SJ (1983-1989)
- Professeur Joyce O'Connor (1990-2007)
- Dr Paul Mooney (2007-2010)
- Dr Phillip Matthews (2010-2016)
- Mme Gina Quin (2016-présent)